# Перьер
Перье́р (фр. Perrières) — коммуна во Франции, находится в регионе Нижняя Нормандия. Департамент коммуны — Кальвадос. Входит в состав кантона Морто-Кулибёф. Округ коммуны — Кан.
Код INSEE коммуны — 14497.

## Население
Население коммуны на 2010 год составляло 309 человек.
| 1962 | 1968 | 1975 | 1982 | 1990 | 1999 | 2010 |
| ---- | ---- | ---- | ---- | ---- | ---- | ---- |
| 434  | 378  | 308  | 269  | 254  | 252  | 309  |

## Экономика
В 2010 году среди 193 человек трудоспособного возраста (15—64 лет) 138 были экономически активными, 55 — неактивными (показатель активности — 71,5 %, в 1999 году было 70,9 %). Из 138 активных жителей работали 132 человека (71 мужчина и 61 женщина), безработных было 6 (1 мужчина и 5 женщин). Среди 55 неактивных 14 человек были учениками или студентами, 20 — пенсионерами, 21 были неактивными по другим причинам.